# Ibragimov (cratera marciana)

A cratera Ibragimov — é uma cratera no quadrângulo de Coprates, em Marte, localizada a 25.7º latitude sul e 59.7 longitude oeste. Esta cratera possui 86 km de diâmetro e recebeu este nome em honra ao astrofísico azerbaijani e soviético Nadir Baba Ogly Ibragimov.